# HV Sittardia
Sittardia is een handbalvereniging uit het Limburgse Sittard. De huidige vereniging komt voort uit een fusie tussen de herenvereniging Sittardia-Heren en damesvereniging Sittardia-DVO die plaatsvond op 1 juli 2002.
Aanvankelijk werd er enkel veldhandbal gespeeld. Dit werd eerst geleidelijk en uiteindelijk helemaal verdrongen door zaalhandbal. In het zaalhandbal is de herenkant van Sittardia tot en met 1999 achttienmaal landskampioenschap geworden en zevenmaal bekerwinnaar. Even zo vaak als de landstitel werd behaald, werd deelgenomen aan het Europa Cup toernooi. Een van de hierin behaalde resultaten was het bereiken van de kwartfinale in het seizoen 1972/73. Sinds 2008 maakt de herenkant Sittardia deel uit van Tophandbal Zuid-Limburg, waardoor de herenkant van de vereniging vooral dient als een opleidingsvereniging voor Limburg Lions.

## Geschiedenis

### Handbal-afdelingen bij sportclubs (1942-1950)
Voorjaar 1942 oefende een stel dames studenten aan de Academie voor Lichamelijke Opvoeding te Tilburg, wonende in de regio Sittard, onder leiding van Albert Sluijs in Sittard geregeld voor allerlei spelen en atletiek ten dienste van hun opleiding. Hieruit kwam de vraag naar voren om met een team te gaan korfballen of handballen. Korfbal viel af omdat het gemengd gespeeld moest worden en het niet in Rooms-Katholiek verband werd gespeeld. Dus koos men voor handbal. Men kwam tot twee teams, die met en tegen elkaar speelden. Het bestuur van de SV Sittardse Boys gaf toestemming om één keer per week op het hoofdveld te trainen. Omdat Albert Sluijs ook de atletiekafdeling van de Sittardse Boys trainde, ging men eigenlijk vanzelfsprekend spelen onder de naam Sittardse Boys.
Daarnaast ontstond in 1943 vanuit de atletiekafdeling van de voetbalvereniging Sittard (VVS) ook een afdeling dameshandbal. De oprichtingsvergadering van de afdeling dameshandbal AVS (Atletiek Vereniging Sittard) vond, op initiatief van dhr. Jac. Engelen, plaats op 19 maart 1943. De eerste trainers waren de heren Helden en Chief Wauben.
In deze dagen sprak men over elfhandbal dat op een voetbalveld werd gespeeld. Rond die tijd startte in Geleen Harrie Verhardt met een dameshandbalteam van de RKSV Wilskracht. In september 1942 werd in de Baandert te Sittard de eerste dames handbalwedstrijd gespeeld tussen de Sittardse Boys en Wilskracht. Pas later zagen mannelijke atleten wel iets in handbal als een geschikte aanvulling om de wintermaanden door te komen. In augustus 1948 is officieel sprake van een herenteam in de handbalafdeling van Sittardse Boys, die ook atletiek en voetbal overkoepelde. Net als bij de dames nam ook hier Albaer Sluijs het voortouw. Hij was in die jaren voorzitter, scheidsrechter, trainer, maar ook schrijvend over de nieuwe sport in de Boys-bode. Verder leidde hij scheidsrechters op.

### Fusering tot Sittardia en splitsing afdelingen (1951-1961) (heren)
In navolging van hetgeen bij de voetballers gebeurde en op aandringen van de burgemeester fuseerden in 1951 de twee Sittardse handbalverenigingen (AVS en Sittardse Boys) en ontstond de naam HC Sittardia. Johan van Nistelroy werd de eerste voorzitter van die fusieclub. Hij bleef dat tot 1958 toen de dames- en herenafdeling besloten zelfstandig verder te gaan. Van Nistelrooy werd voorzitter van de damesvereniging, terwijl Chief Wauben de eerste voorzitter en trainer werd van de herenclub. Daar legde Wauben indirect de basis voor de latere successen.
Sittardia was, wat betreft de prestaties, in de jaren vijftig geen hoogvlieger maar kon goed mee in het Zuid-Nederlandse veldhandbal. Het was de verdienste van Chief Wauben dat hij als gymleraar op het Bisschoppelijk College in Sittard en de toenmalige dependance St. Michiel in Geleen de handbalsport als geen ander promootte. Hij maakte leerlingen als Jo Maas, Guus Cantelberg, Pim Rietbroek en vele anderen warm voor de handbalsport. Bovendien had Chief Wauben een vooruitziende blik toen hij al in een vroeg stadium doorhad dat het nog onbekende zaalhandbal eens het veldhandbal zou verdringen. Nog voor dat er in onze regio een geschikte accommodatie werd gebouwd propageerde Wauben de nieuwe sport.
In 1957 fuseerden de RK Limburgse handbal Bond en het Nederlands Handbal Verbond. Sittardia kreeg een plaats in de zuidelijke Districtsklasse. De Brabantse clubs voerden daarin de boventoon. In 1958 is er voor het eerst sprake van een georganiseerd zaalhandbal. Een jaar later wordt Sittardia in het Duitse Rheydt, omdat er in onze regio geen geschikte hal voorhanden was, kampioen van het district Zuid-A.

### Landelijke successen (1962-1979) (heren)

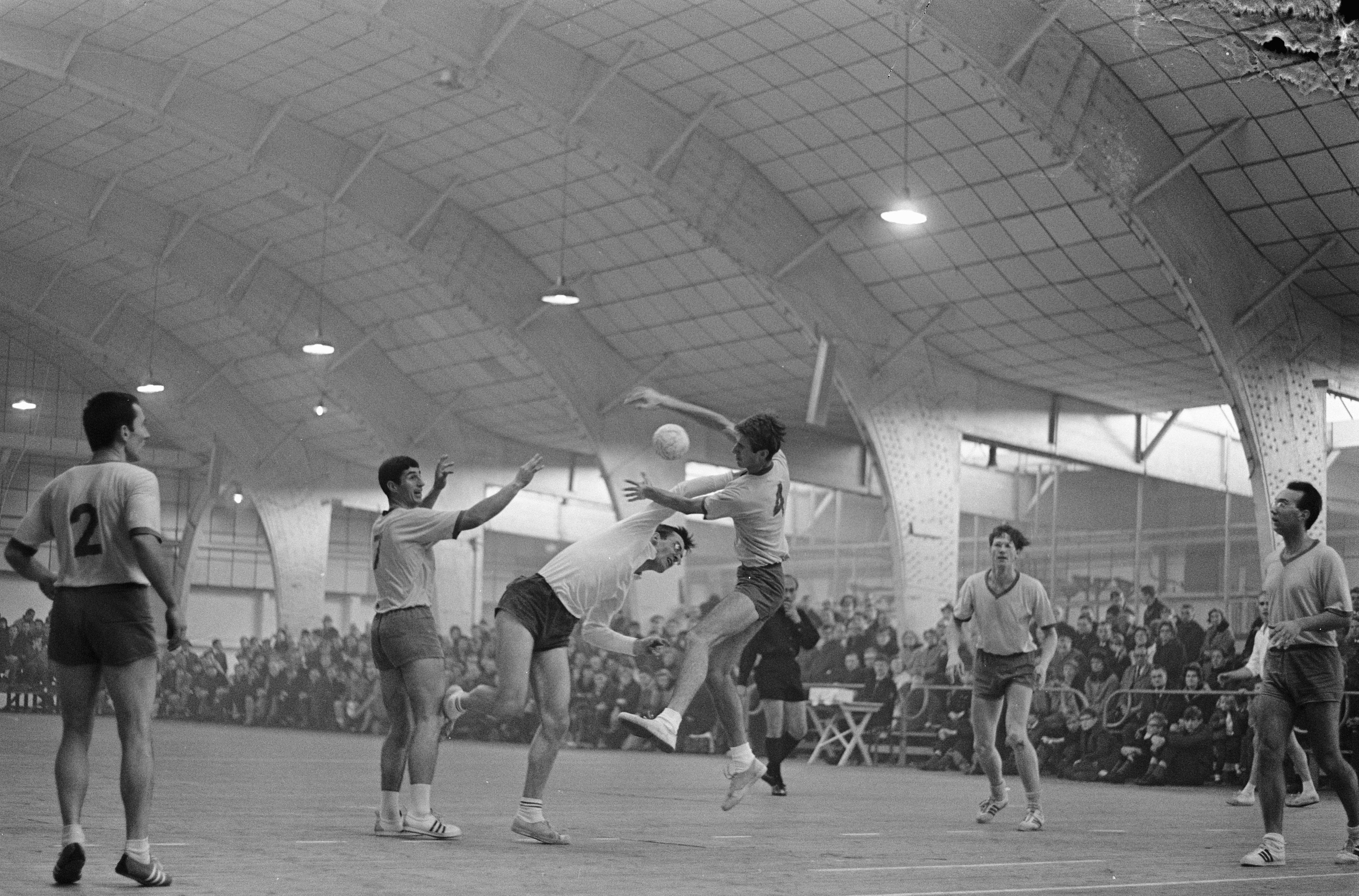
Zaalhandbal in 1966, Aalsmeer tegen Sittardia 10-17, speler Aalsmeer gaat scoren.

Het eerste nationaal succes wordt behaald als Sittardia in 1962 in Rotterdam, als kampioen van district Zuid, een tweede plaats behaald achter het Haagse Operatie ’55. Chief Wauben neemt dan de opleiding van de junioren op zich en wint in 1963 meteen de nationale juniorentitel. Dit team is de basis voor de vele latere successen. Door in het seizoen 1964/1965 de eerste plaats te behalen in de Overgangsklasse B wordt in het seizoen 1965/1966 promotie afgedwongen naar de nieuw te vormen Hoofdklasse, vergelijkbaar met de huidige eredivisie.
Terwijl men op het veld nog in de overgangsklasse speelt wordt in de zaal uiterst succesvol geacteerd in de eerste competitie op het allerhoogste niveau. Sittardia speelt dat jaar zijn thuiswedstrijden in Geleen. Op Carnavalszondag 20 februari 1966 verliest Operatie '55, dat hiervoor al vier keer op rij nationaal kampioen is geweest, onverwacht. Daardoor is het eerste landskampioenschap voor Sittardia een feit.
Sittardia mag hierdoor voor het eerst Europa in. De eerste tegenstander is het Belgische Schaerbeek. Zowel in Antwerpen als thuis in de nieuwe CIOS-hal, worden de Belgen met ruim verschil verslagen. In de volgende ronde wacht een tegenstander van kaliber: VfL Gummersbach. Een forse 30-10 nederlaag en eervol 20-29 verlies in een volle thuishal betekenen het einde van een Europees avontuur. Het volgend seizoen in de Hoofdklasse wordt afgesloten met een tweede plaats achter ESCA uit Arnhem. De terugval is van korte duur: hierna zou Sittardia beginnen aan een ongeëvenaarde serie van 10 opeenvolgende kampioenschappen. Het seizoen 1968/1969 luidt men uit met twee successen. Op het veld promoveert men eindelijk naar de landelijke hoofdklasse en in de zaal wordt na een beslissingswedstrijd tegen Olympia HGL de derde nationale titel binnen gehaald. In 1971 neemt Sittardia definitief afscheid van het veldhandbal.
Een Europese topprestatie levert men in het seizoen 1972/1973. In de kwartfinale tegen de Europacuphouder Partizan Bjelovar weet Sittardia thuis te winnen. Een te grote uitnederlaag voorkomt een sensatie. Pas in de tweede helft van de jaren zeventig komt de Nederlandse concurrentie dichterbij. In het seizoen 1977/1978 wordt het Haagse SV Hermes kampioen. Sittardia herstelt zich het jaar daarop, 1978/1979, door niet alleen de twaalfde titel, maar ook de beker te winnen.

### Verjongingskuur en minder successen (1980-2001) (heren)
In 1980 begint Sittardia met een verjongingskuur. Er volgen enkele 'magere' jaren, waarin, naast de bekersuccessen, desondanks tweemaal de tweede plaats wordt bereikt. In 1987 wordt na zeven jaren weer eens het landskampioenschap binnengehaald. Ook in 1980, 1981 en 1984 is er bekerwinst.
De concurrentie is inmiddels sterker geworden en successen zijn niet meer vanzelfsprekend. Toch volgen in 1993, 1994, 1997 en 1999 weer nationale titels voor Sittardia en wordt in 1995, 1997 en 2001 de beker gewonnen. De teller blijft daarmee vooralsnog staan op 18 landstitels en zevenmaal bekerwinst.

### Sittardia-DVO (1950-2001) (dames)
De aanvankelijk rivaliteit tussen Sittardse Boys en AVS ontstond in de jaren zestig en zeventig ook tussen Sittardia en DVO en wel nadat beide verenigingen zich hadden toegelegd op het zaalhandbal. Het was DVO dat als eerste de top van het Nederlandse zaalhandbal wist te bereiken. In 1966 werd het team ongeslagen kampioen in de district 1e klasse. Via de Overgangsklasse volgde er in 1969, onder trainer-coach Leo Reijnders, promotie naar de toenmalige Hoofdklasse. Sittardia volgde enkele jaren later. In 1968 werd het team kampioen van de districts 1e klasse. In 1973 was promotie naar de Hoofdklasse een feit. Nellie Martens was speelster-trainster en Rinus van Erp coach. Na twee seizoenen volgde degradatie, maar twee jaar later wist het team weer te promoveren.
Eerdere gedachten in de richting van een fusie tussen beide Sittards dameshandbal-verenigingen bleven steeds in een vroegtijdig stadium steken. Niet onbegrijpelijk gelet op de sportieve onderlinge rivaliteit. In 1980 bleek de tijd er echter wel rijp voor te zijn en zo ontstond op 23 juni 1980 HV Sittardia-DVO. Na de fusie speelde Sittardia-DVO tot 1984 in de Eredivisie. Na twee seizoenen Eerste divisie promoveerde men in 1986 weer, maar in 1988 volgde weer degradatie. Tot en met het seizoen 1998/1999 speelde Sittardia-DVO in de 1e divisie, waarbij menig jaar om het kampioenschap werd meegestreden. Promotie zat er echter niet meer in. In 1981 en in 1982 bereikte Sittardia-DVO de finale van de landelijke bekercompetitie met als tegenstanders PSV en Hellas. Helaas kon de beker beide keren niet gewonnen worden.
In augustus 1999 moest de vereniging een grote teleurstelling verwerken. Bij de start van de voorbereidingen op dat seizoen haakten plotseling een aantal speelsters af. Hierdoor kon de vereniging, op eerste divisieniveau, geen representatief team meer op de been brengen. Daarom werd besloten het team terug te trekken uit de eerste divisie. De ploeg nam de plaats in van het tweede team in de derde divisie. Vanuit de derde divisie werd met een nieuw team, waarin een belangrijke rol voor de eigen jeugd werd weggelegd, gewerkt aan de toekomst, met als doel op termijn het verloren terrein weer in te lopen. Promotie naar de regioklasse na het seizoen 2002/2003 was daarvan een eerste resultaat van.

### Nieuwe eeuw en fusering van teams (2002-2008)
Per 1 juli 2002 fuseerden de handbalverenigingen Sittardia-Heren en Sittardia-DVO (dames) tot één vereniging: HV Sittardia, waardoor er na 44 jaar weer sprake was van één Sittardse handbalvereniging. Het seizoen 2002/2003 startte de heren van Sittardia met een nieuw verjongd team onder leiding van speler-coach Jörg Bohrmann. Hiermee wilde de club weer doorgroeien naar de top van het Nederlandse handbal. Het eerste jaar werd al meteen een prima prestatie geleverd door met een zesde plaats de play-offs te behalen. In het seizoen 2006/2007 stond het team onder leiding van Maurice Canton die Bohrmann opvolgde. In dit seizoen weten de heren van Sittardia net niet de landstitel te bemachtigen. Sittardia stond in de Best of Three tegenover Volendam, maar verloor de finalestrijd. Het laatste seizoen dat het herenteam van Sittardia in de eredivisie speelde stond het onder leiding van Lambert Schuurs, die het seizoen hiervoor stopte als handballer.

### Opleidingsvereniging Sittardia (2008-2021)
In 2007 sloegen BFC, Sittardia en V&L de handen in elkaar om het handbal niveau van de heren in Limburg te behouden. In 2008 ontstond het plan Tophandbal Zuid-Limburg wat uit twee team bestond, Limburg Lions (het topteam) en de Limburg Wild Dogs (het talententeam, dat na één seizoen opgeheven werd en werd het tweede team van Limburg Lions). Het eerste team van Limburg Lions ging toen spelen onder de licentie van toenmalige eerste team van Sittardia. Het nieuwe eerste herenteam van Sittardia verving het voormalige tweede team van Sittardia dat uitkwam in de Hoofdklasse. Dankzij de komst van de BeNe-League competitie in 2014, kon het tweede team van Limburg Lions promoveren naar de eredivisie. Hierdoor werd het ook mogelijk om het eerste herenteam van Sittardia te promoveren naar de Eerste divisie.
Bij aanvang van het seizoen 2019/2020 werd een nieuw team gemaakt; Lions Youth, een herenploeg met A-junioren dat uitkomt in landelijke A-jeugddivisie. Hierdoor trok het eerste herenteam van Sittardia zich terug uit de eerste divisie. Enkele van de jonge spelers die van het eerste team van Sittardia deel van uitmaakten, gingen spelen voor het nieuw opgerichte team. Een ander deel stroomde door naar Limburg Lions 2. Hierdoor kwam het eerste team van Sittardia uit in de regionale Eerste klasse. In het seizoen 2020/2021 speelde het eerste herenteam in de hoofdklasse.
De dameskant van Sittardia weet in deze periode zeer weinig successen te boeken en had nauwelijks betekenis in de landelijke competitie. Anno 2020 heeft Sittardia één senioren-damesteam.

### V&L-Sittardia Combinatie (2021-heden)
Door het almaar toenemende tekort aan heren-jeugdspelers binnen Sittardia en V&L hebben deze verenigingen samen met Tophandbal Zuid-Limburg gekeken naar oplossingen om het herenhandbal in de regio Sittard-Geleen een impuls te geven. Door middel van een vergaande samenwerking op verenigingsniveau beoogden de verenigingen en de stichting een oplossing te bieden voor het probleem. Hierdoor gingen de teams Lions Youth (destijds actief in de A-jeugddivisie) en het tweede team van Limburg Lions (destijds actief in de Eredivisie) ingebed worden in de verenigingsstructuur, waarbij de verenigingen verantwoordelijk werden voor deze teams. Deze teams zullen gaan spelen als combinatieteam onder de naam V&L-Sittardia Combinatie. Beide teams zullen deelnemen aan landelijke competities met ingang van het seizoen 2021/2022.

## Resultaten
Heren (1966 - heden)
- 1966 1e
Hoofdklasse B
- 1967 3e
Hoofdklasse
- 1968 1e
Hoofdklasse
- 1969 1e
Hoofdklasse
- 1970 1e
Hoofdklasse
- 1971 1e
Hoofdklasse
- 1972 1e
Hoofdklasse
- 1973 1e
Hoofdklasse
- 1974 1e
Hoofdklasse
- 1975 1e
Hoofdklasse
- 1976 1e
Hoofdklasse
- 1977 1e
Hoofdklasse
- 1978 3e
Eredivisie
- 1979 1e
Eredivisie
- 1980 2e
Eredivisie
- 1981 4e
Eredivisie
- 1982 4e
Eredivisie
- 1983 2e
Eredivisie
- 1984 2e
Eredivisie
- 1985 2e
Eredivisie
- 1986 2e
Eredivisie
- 1987 1e
Eredivisie
- 1988 6e
Eredivisie
- 1989 4e
Eredivisie
- 1990 1e
Eredivisie
- 1991 3e
Eredivisie
- 1992 4e
Eredivisie
- 1993 1e
Eredivisie
- 1994 1e
Eredivisie
- 1995 2e
Eredivisie
- 1996 3e
Eredivisie
- 1997 1e
Eredivisie
- 1998 3e
Eredivisie
- 1999 1e
Eredivisie
- 2000 2e
Eredivisie
- 2001 2e
Eredivisie
- 2002 8e
Eredivisie
- 2003 6e
Eredivisie
- 2004 8e
Eredivisie
- 2005 10e
Eredivisie
- 2006 5e
Eredivisie
- 2007 2e
Eredivisie
- 2008 5e
Eredivisie
- 2009 9e
Hoofdklasse B
- 2010
Hoofdklasse B
- 2011 4e
Hoofdklasse B
- 2012 8e
Hoofdklasse B
- 2013 4e
Tweede divisie B
- 2014 3e
Tweede divisie B
- 2015 5e
Eerste divisie
- 2016 9e
Eerste divisie
- 2017 10e
Eerste divisie
- 2018 7e
Eerste divisie
- 2019 10e
Eerste divisie
- 2020 4e
Eerste klasse LB
- 2021
Hoofdklasse B
- 2022 4e
Hoofdklasse B
- 2023 3e
Hoofdklasse B

- Eredivisie
- Eerste divisie
- Tweede divisie
- Hoofdklasse
- Eerste klasse

## Europees handbal
| Seizoen | Competitie       | Ronde | Land               | Club                     | Totaalscore | 1e W    | 2e W    |
| ------- | ---------------- | ----- | ------------------ | ------------------------ | ----------- | ------- | ------- |
| 1966/67 | Champions Cup    | 1R    | Vlag               | Schaerbeek               | 20 - 46     | 15 - 25 | 05 - 21 |
| 1966/67 | Champions Cup    | 8F    | Vlag               | VfL Gummersbach          | 59 - 30     | 30 - 10 | 29 - 20 |
| 1969/70 | Champions Cup    | 1R    | Vlag               | Sporting Lissabon        | 28 - 39     | 16 - 24 | 12 - 15 |
| 1969/70 | Champions Cup    | 8F    | Vlag               | SK Cuncevo               | 61 - 31     | 31 - 11 | 30 - 20 |
| 1970/71 | Champions Cup    | 1R    | Vlag               | Buscaglione Roma         | 16 - 72     | 10 - 24 | 06 - 48 |
| 1970/71 | Champions Cup    | 8F    | Vlag               | SC Magdeburg             | 42 - 63     | 21 - 30 | 21 - 33 |
| 1971/72 | Champions Cup    | 1R    | Vlag               | Dudelange                | 23 - 38     | 10 - 17 | 13 - 21 |
| 1971/72 | Champions Cup    | 8F    | Vlag               | Tatran Presov            | 15 - 34     | 09 - 10 | 16 - 24 |
| 1972/73 | Champions Cup    | 1R    | Vlag               | BM Granollers            | 35 - 27     | 17 - 12 | 18 - 15 |
| 1972/73 | Champions Cup    | 8F    | Vlag               | HC Salzburg              | 30 - 15     | 11 - 07 | 19 - 18 |
| 1972/73 | Champions Cup    | KF    | Vlag               | Partizan Bjelovar        | 33 - 27     | 21 - 14 | 12 - 13 |
| 1973/74 | Champions Cup    | 1R    | Vlag               | ŠKP Bratislava           | 29 - 35     | 18 - 16 | 11 - 19 |
| 1974/75 | Champions Cup    | 1R    | Vlag               | Brentwood'72             | 18 - 81     | 10 - 38 | 08 - 43 |
| 1974/75 | Champions Cup    | 8F    | Vlag               | KFUM Aarhus              | 26 - 38     | 17 - 20 | 09 - 18 |
| 1975/76 | Champions Cup    | 1R    | Vlag               | Fola Esch                | 31 - 23     | 16 - 10 | 15 - 13 |
| 1975/76 | Champions Cup    | 8F    | Vlag               | Slask Wroclaw            | 40 - 30     | 23 - 13 | 17 - 17 |
| 1976/77 | Champions Cup    | 1R    | Vlag               | Birkenhead               | 77 - 17     | 38 - 05 | 39 - 12 |
| 1976/77 | Champions Cup    | 8F    | Vlag               | Ystads IF                | 31 - 34     | 17 - 14 | 14 - 20 |
| 1977/78 | Champions Cup    | 1R    | Vlag               | Progrès Seraing          | 29 - 38     | 15 - 19 | 14 - 19 |
| 1979/80 | Champions Cup    | 1R    | Vlag               | Fola Esch                | 45 - 40     | 24 - 15 | 21 - 25 |
| 1979/80 | Champions Cup    | 8F    | Vlag               | Dukla Praag              | 56 - 38     | 32 - 20 | 24 - 18 |
| 1980/81 | Cup Winners' Cup | 1R    | Vlag               | Berchem                  | 50 - 36     | 30 - 13 | 20 - 23 |
| 1980/81 | Cup Winners' Cup | 8F    | Vlag               | CSKA Sofia               | 47 - 34     | 23 - 13 | 24 - 21 |
| 1981/82 | Cup Winners' Cup | 1R    | Vlag               | IFK Helsinki             | 35 - 42     | 15 - 20 | 20 - 22 |
| 1981/82 | Cup Winners' Cup | 8F    | Vlag van IJsland   | Throttur Reykjavik       | 35 - 39     | 20 - 19 | 15 - 20 |
| 1983/84 | IHF Cup          | 1R    | Vlag               | IF Oppsal Oslo           | 46 - 42     | 18 - 17 | 28 - 25 |
| 1984/85 | Cup Winners' Cup | 1R    | Vlag               | Dynamo Berlin            | 48 - 37     | 32 - 16 | 22 - 21 |
| 1985/86 | IHF Cup          | 1R    | Vlag van Frankrijk | Stella St. Maur          | 40 - 48     | 23 - 27 | 17 - 21 |
| 1986/87 | IHF Cup          | 1R    | Vlag               | HBC Schifflange          | 38 - 37     | 25 - 13 | 30 - 24 |
| 1986/87 | IHF Cup          | 8F    | Vlag               | BSV Bern                 | 53 - 46     | 28 - 19 | 25 - 27 |
| 1987/88 | Champions Cup    | 1R    | Vlag               | Sporting Neerpelt        | 29 - 38     | 19 - 20 | 10 - 18 |
| 1990/91 | Champions Cup    | 1R    | Vlag               | Sporting Neerpelt        | 38 - 45     | 21 - 24 | 17 - 21 |
| 1990/91 | Champions Cup    | 8F    | Vlag               | FC Barcelona             | 35 - 76     | 18 - 43 | 17 - 33 |
| 1992/93 | Cup Winners' Cup | 1R    | Vlag               | CBM Alzira Avidesa       | 56 - 28     | 29 - 09 | 27 - 19 |
| 1993/94 | Champions League | L16   | Vlag               | TEKA Cantabria           | 35 - 59     | 15 - 32 | 20 - 27 |
| 1994/95 | Champions League | L16   | Vlag               | Initia HC Hasselt        | 39 - 36     | 24 - 21 | 15 - 15 |
| 1994/95 | Champions League | 8F    | Vlag               | Caja Cantabria Santander | 41 - 54     | 27 - 24 | 14 - 30 |
| 1995/96 | Cup Winners' Cup | L16   | Vlag               | MHK Kosice               | 38 - 44     | 18 - 23 | 20 - 21 |
| 1996/97 | City Cup         | L16   | Vlag               | Pallamano Teramo         | 39 - 43     | 20 - 19 | 19 - 24 |
| 1996/97 | City Cup         | 8F    | Vlag               | SL Benfica               | 36 - 43     | 21 - 14 | 15 - 29 |
| 1996/97 | City Cup         | KF    | Vlag               | Sandefjord TIF           | 36 - 36*    | 22 - 20 | 14 - 16 |
| 1997/98 | Champions League | L16   | Vlag               | ABC Braga                | 34 - 48     | 18 - 29 | 16 - 19 |
| 1997/98 | EIHF Cup         | L16   | Vlag               | Schachtjor Donetsk       | *40 - 40    | 18 - 18 | 22 - 22 |
| 1999/00 | Champions League | L16   | Vlag               | Skjern Handbold          | 59 - 48     | 31 - 26 | 28 - 22 |
| 2000/01 | EHF Cup          | 1R    | Vlag               | ASC Tbilisi              | 65 - 36     | 29 - 21 | 36 - 15 |
| 2000/01 | EHF Cup          | 2R    | Vlag               | Bidasoa Irun             | 58 - 42     | 28 - 19 | 30 - 23 |
| 2001/02 | Cup Winners' Cup | 2R    | Vlag               | Dunaferr SE              | 33 - 53     | 17 - 28 | 16 - 26 |

- * - Door naar volgende ronde.

## Lijst van trainers
Heren
- 0000–1964:  Chief Wauben
- 1964–1971:  Jo Maas
- 1971–1972:  Peter Hermans
- 1972–1975:  Jo Maas
- 1975–1976:  Gio Antonioli
- 1976–1982:  Guus Cantelberg
- 1982–1985:  Ton Velraeds
- 1985–1986:  Piet Kivit
- 1986–1988:  Bert Bouwer
- 1988–1991:  Jo Maas
- 1991–1995:  Ton Velraeds
- 1995–1997:  Bosse Johansson
- 1998–2002:  Gino Smits
- 2001–2006:  Jörg Bohrmann
- 2006–2007:  Maurice Canton
- 2007–2008:  Lambert Schuurs
- 2008–2012: Onbekend
- 2012–2015:  Maurice Janssen
- 2015–2016:  Gerrit Stavast (a.i.)
- 2016–2017:  Eric Eussen
- 2017–2019:  Harold Nüsser
- 2019–heden:  Jos de Koster

## Bekende oud-spelers
- Bert Bouwer
- Guus Cantelberg
- Piet Kivit †
- Ger Norbart †
- Harold Nüsser
- Luc Steins
- Lambert Schuurs

## Stamboom
|            |            |                     |                     |                     |                     |                     |                     | (1942) Sittardse Boys | (1942) Sittardse Boys | (1942) Sittardse Boys | (1942) Sittardse Boys | (1942) Sittardse Boys | (1942) Sittardse Boys |                        |                        |                        |                        |                        |                        | (1943) AVS | (1943) AVS | (1943) AVS | (1943) AVS | (1943) AVS | (1943) AVS |  |  |  |  |  |  |  |  |  |  |  |  |  |  |  |  |  |  |  |  |  |  |  |  |
|            |            |                     |                     |                     |                     |                     |                     | (1942) Sittardse Boys | (1942) Sittardse Boys | (1942) Sittardse Boys | (1942) Sittardse Boys | (1942) Sittardse Boys | (1942) Sittardse Boys |                        |                        |                        |                        |                        |                        | (1943) AVS | (1943) AVS | (1943) AVS | (1943) AVS | (1943) AVS | (1943) AVS |  |  |  |  |  |  |  |  |  |  |  |  |  |  |  |  |  |  |  |  |  |  |  |  |
|            |            |                     |                     |                     |                     |                     |                     |                       |                       |                       |                       |                       |                       |                        |                        |                        |                        |                        |                        |            |            |            |            |            |            |  |  |  |  |  |  |  |  |  |  |  |  |  |  |  |  |  |  |  |  |  |  |  |  |
|            |            |                     |                     |                     |                     |                     |                     |                       |                       |                       |                       |                       |                       | (1951) Sittadia        |                        |                        |                        |                        |                        |            |            |            |            |            |            |  |  |  |  |  |  |  |  |  |  |  |  |  |  |  |  |  |  |  |  |  |  |  |  |
|            |            |                     |                     |                     |                     |                     |                     |                       |                       |                       |                       |                       |                       |                        |                        |                        |                        |                        |                        |            |            |            |            |            |            |  |  |  |  |  |  |  |  |  |  |  |  |  |  |  |  |  |  |  |  |  |  |  |  |
| (1946) DVO | (1946) DVO | (1946) DVO          | (1946) DVO          | (1946) DVO          | (1946) DVO          |                     |                     | (1958) Sittadia-dames | (1958) Sittadia-dames | (1958) Sittadia-dames | (1958) Sittadia-dames | (1958) Sittadia-dames | (1958) Sittadia-dames |                        |                        |                        |                        |                        |                        |            |            |            |            |            |            |  |  |  |  |  |  |  |  |  |  |  |  |  |  |  |  |  |  |  |  |  |  |  |  |
| (1946) DVO | (1946) DVO | (1946) DVO          | (1946) DVO          | (1946) DVO          | (1946) DVO          |                     |                     | (1958) Sittadia-dames | (1958) Sittadia-dames | (1958) Sittadia-dames | (1958) Sittadia-dames | (1958) Sittadia-dames | (1958) Sittadia-dames |                        |                        |                        |                        |                        |                        |            |            |            |            |            |            |  |  |  |  |  |  |  |  |  |  |  |  |  |  |  |  |  |  |  |  |  |  |  |  |
|            |            |                     |                     |                     |                     |                     |                     |                       |                       |                       |                       |                       |                       |                        |                        |                        |                        |                        |                        |            |            |            |            |            |            |  |  |  |  |  |  |  |  |  |  |  |  |  |  |  |  |  |  |  |  |  |  |  |  |
|            |            | (1980) Sittadia-DVO | (1980) Sittadia-DVO | (1980) Sittadia-DVO | (1980) Sittadia-DVO | (1980) Sittadia-DVO | (1980) Sittadia-DVO |                       |                       |                       |                       |                       |                       | (1958) Sittardia-heren | (1958) Sittardia-heren | (1958) Sittardia-heren | (1958) Sittardia-heren | (1958) Sittardia-heren | (1958) Sittardia-heren |            |            |            |            |            |            |  |  |  |  |  |  |  |  |  |  |  |  |  |  |  |  |  |  |  |  |  |  |  |  |
|            |            | (1980) Sittadia-DVO | (1980) Sittadia-DVO | (1980) Sittadia-DVO | (1980) Sittadia-DVO | (1980) Sittadia-DVO | (1980) Sittadia-DVO |                       |                       |                       |                       |                       |                       | (1958) Sittardia-heren | (1958) Sittardia-heren | (1958) Sittardia-heren | (1958) Sittardia-heren | (1958) Sittardia-heren | (1958) Sittardia-heren |            |            |            |            |            |            |  |  |  |  |  |  |  |  |  |  |  |  |  |  |  |  |  |  |  |  |  |  |  |  |
|            |            |                     |                     |                     |                     |                     |                     |                       |                       |                       |                       |                       |                       |                        |                        |                        |                        |                        |                        |            |            |            |            |            |            |  |  |  |  |  |  |  |  |  |  |  |  |  |  |  |  |  |  |  |  |  |  |  |  |
|            |            |                     |                     |                     |                     |                     |                     | (2002) Sittardia      |                       |                       |                       |                       |                       |                        |                        |                        |                        |                        |                        |            |            |            |            |            |            |  |  |  |  |  |  |  |  |  |  |  |  |  |  |  |  |  |  |  |  |  |  |  |  |

## Erelijst

### Heren
| Nationaal               |     | |
| Landskampioenschap      | 18x | 1965/66, 1967/68, 1968/69, 1969/70, 1970/71, 1971/72, 1972/73, 1973/74 1974/75, 1975/76, 1978/79, 1986/87, 1992/93, 1993/94, 1996/97, 1998/99 |
| Bekerwinnaar            | 7x  | 1978/79, 1979/80, 1980/81, 1983/84, 1994/95, 1996/97, 2000/01                                                                                 |
| Supercup                | 5x  | 1992, 1994, 1995, 1997, 1999 |
| Kleine toernooien       |     | |
| Limburgse Handbal Dagen | 1x  | 1989 |